# Ruy Díaz de la Vega

Emblema de la Orden de Alcántara.

Ruy Díaz de la Vega (m. 1375) fue un noble castellano y maestre de la Orden de Alcántara desde 1371 hasta 1375 por presiones de Enrique II de Castilla sobre los frailes comendadores que votaban al maestre sucesor.

## Familia
Hijo de Diego Lasso de la Vega y de Elvira de Salcedo, fue hermano, supuestamente, de Inés Díaz de la Vega, amante del rey Enrique II de Castilla, considerada por algunos antiguos autores la misma persona que Elvira Íñiguez, una de las amantes del rey. Su abuelo paterno fue Ruy Pérez de la Vega, padre de Garcilaso I de la Vega, y los abuelos maternos fueron Diego Sánchez de Salcedo y Ana Barba.

## Vida
Gozó de la privanza del rey Enrique II y fue su maestresala. En 1371, fue elegido maestre de la Orden de Alcántara por las presiones ejercidas por el rey.
Al ser asesinado el rey Pedro por su hermanastro Enrique II de Castilla en marzo de 1369, decía este último ser rey por haber sido elegido por un número de ciudades y villas, y por defender la sucesión legítima de su esposa, la Juana Manuel de Villena. Sin embargo, el rey Fernando I de Portugal no compartía las razones aducidas para justificar la toma de la Corona castellana por el ilegítimo Enrique II, ya que el rey portugués era hermano de María de Portugal, la madre de Pedro I de Castilla. 
Por tanto, el anterior maestre de Alcántara, Melendo Suárez, con extensos territorios de la orden limítrofes con Portugal en las actuales provincias de Salamanca, Valladolid, Cáceres, Badajoz y Huelva, amén de ciudades como Ciudad Rodrigo, Coria, Ledesma, y buena parte de la nobleza gallega apoyaron al rey Fernando de Portugal en vez de a Enrique II. Esto se tradujo en que una facción dentro de la Orden de Alcántara se inclinó hacia Enrique II, eligiendo a frey Diego Martínez clavero mayor de la Orden. 
La importante y poderosamente defendida ciudad fronteriza de Alcántara fue entonces sojuzgada militarmente por el clavero Diego Martínez. Al intentar que fuera Maestre Diego Martínez, se hicieron votaciones hasta que las presiones del nuevo rey lograron que saliera elegido Ruy Díaz de la Vega. 
| Predecesor: Menendo Suárez | Maestre de la Orden de Alcántara 1371 — 1375 | Sucesor: Diego Martínez |

## Biografía
- Rades y Andrada, Francisco de. Crónica de las tres Órdenes y Cavallerías, de Santiago, Calatrava y Alcántara, 1572.

- Datos: Q6114562